# Tim Flock
Pour les articles homonymes, voir Flock (homonymie).
Statistiques en NASCAR Cup Series
Dernière mise à jour : 15 décembre 2016 
Tim Flock  est un pilote américain de NASCAR né le 11 mai 1924 Fort Payne, Alabama, et mort le 31 mars 1998. 

## Carrière
Il participe aux treize premières saisons de NASCAR entre 1949 et 1961 et remporte le championnat Grand National en 1952 et 1955. Il totalise 39 victoires et 129 top 10.

## Liens externes

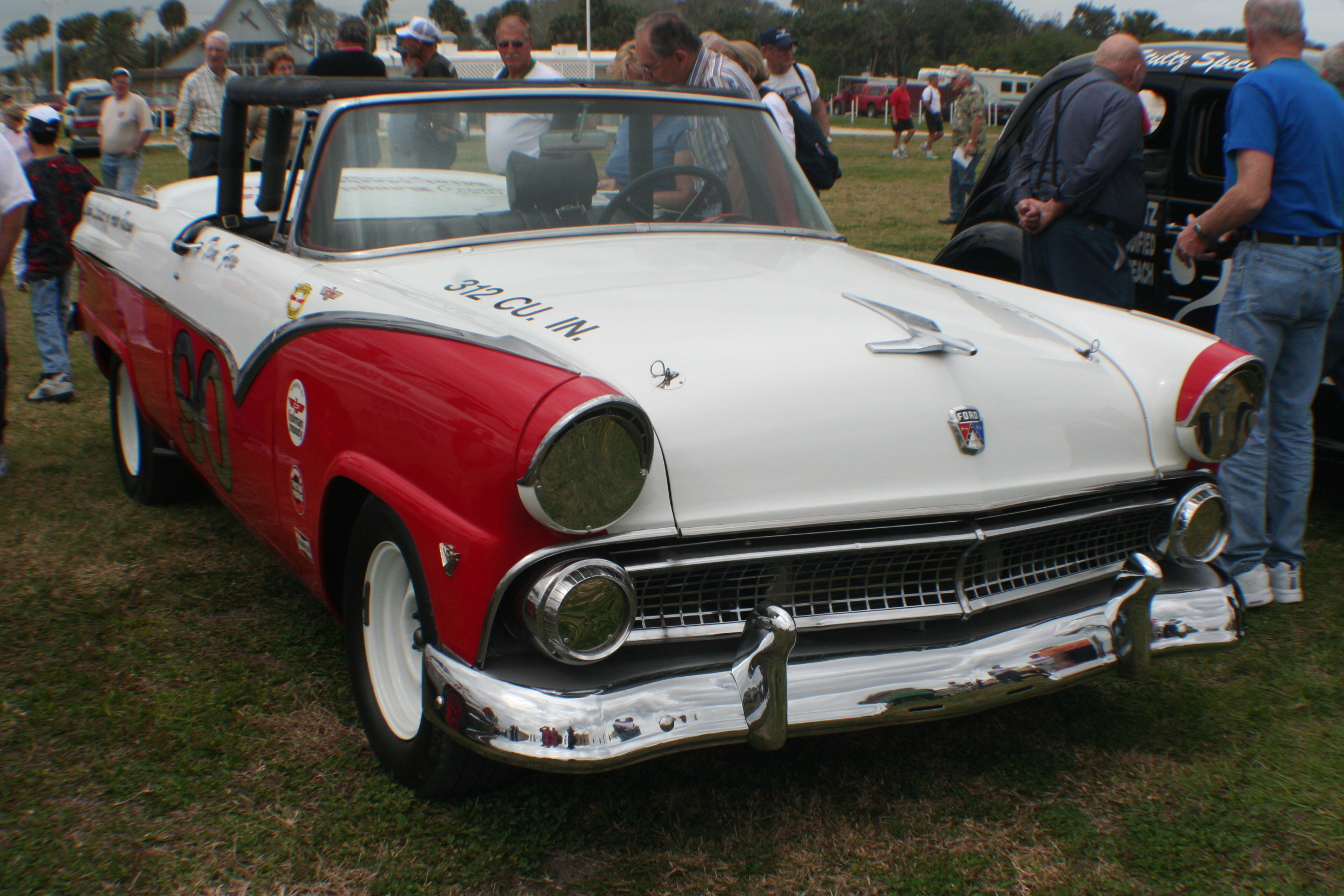
La Ford 1955 de Tim Flock